# Ланонанеа
Ланонанеа (англ. Lanoanea) — пресноводное озеро в регионе Туамасага, Самоа. Расположено в кратере на центральной возвышенности острова Уполу. Берега озера поросли дождевым лесом. Классифицируется как пресное, питается за счёт осадков.